# Église Saint-Maurice de Doussard
L'église Saint-Maurice de Doussard est une église catholique située dans le département de la Haute-Savoie, sur la commune de Doussard. De style néo-classique sarde, elle est dédiée au saint martyr Maurice d'Agaune. Elle appartient à la paroisse de Saint-Joseph en pays de Faverges.

## Histoire

### Les anciennes églises
La plus ancienne mention de la paroisse ou son église remonte aux différentes donations faites de 867-868, de Lothaire II de Lotharingie à sa femme Thiedberge,, ou encore de 879, avec une donation du roi de Bourgogne, Boson de Provence, des terres à l'abbaye de Tournus,.

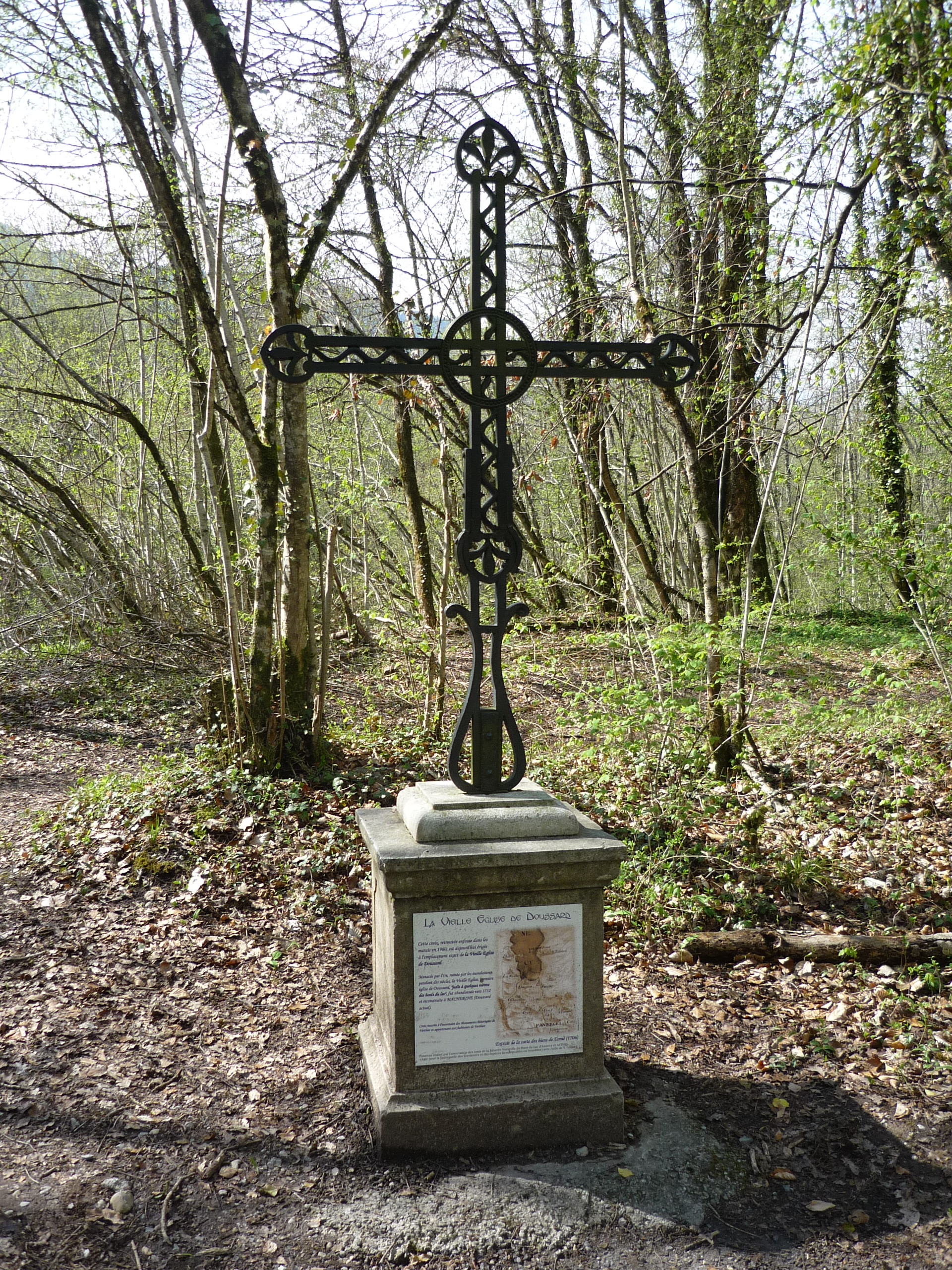
Croix de la vieille église de Doussard

La reine Hermengarde, reçoit en 1016 Doussard de son époux, le Rodolphe III de Bourgogne. Elle fait don de la paroisse, ainsi que « l'église et ses dépendances », à l'abbaye de Talloires, en 1030 ou 1031,. Dans une confirmation de l'acte par le pape Eugène III, l'église est dédiée au saint patron Maurice.
L'emplacement de cette église se trouvait dans le périmètre actuel de la réserve naturelle du Bout-du-Lac. Une croix, retrouvée en 1960 dans les mariais, indique l'emplacement du village disparu (voir la photographie).

### L'église duXVIIIesiècle
L'église étant devenue trop petite pour la communauté, un nouvel édifice est envisagé. La reconstruction s'effectue entre 1736 et 1737, utilisant notamment le portail d'une église de 1563, ainsi que le maintien du clocher. Le bâtiment, comme beaucoup d'autres dans la région, souffre de l'occupation du duché de Savoie par les troupes révolutionnaires françaises. 

### L'église contemporaine
L'église actuelle est fondée le 13 octobre 1850 et elle est consacrée par Louis Rendu, évêque d'Annecy, le 2 août 1853,. Une plaque en marbre commémore cet événement. Elle se situe au-dessus de l'entrée principale de l'église.

## Description

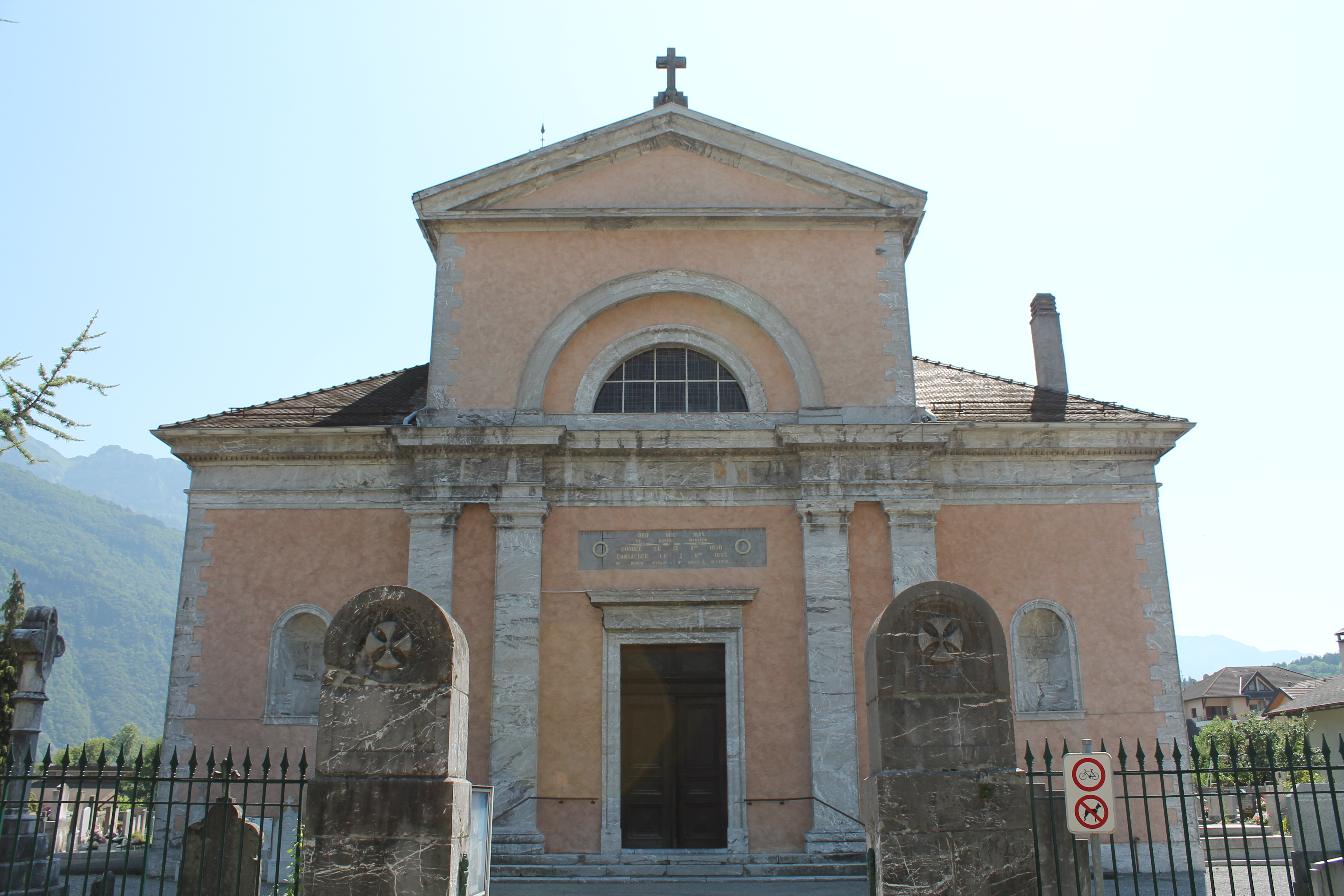
Église Saint-Maurice de Doussard

La nouvelle église est réalisée dans un style néo-classique dit « sarde »,. La façade est caractéristique avec des pilastres et une « corniche à modillons en marbre gris veiné ». L'extérieur est réalisé, selon le cahier des charges, avec l'usage unique de la chaux produite par les fours de Cons-Sainte-Colombe.
L'édifice est composé de « trois nefs voûtées en plein », avec une partie centrale plus haute que les deux latérales. La croisée du transept est surmontée d'une coupole. L'intérieur comportait, au fond du chœur, une peinture en trompe-l'œil représentant saint Maurice. Réalisée en 1929, elle est détruite par un incendie en juin 1967. 
La pierre de l'autel est en pierre de pays (la montagne de La Serraz située sur la commune) noire veinée de blanc ; sa décoration basse représente les quatre évangélistes autour de l'agneau pascal. L'orgue de l'église, fabriqué par le facteur d'orgues Jean Dunand de Villeurbanne, est de 1965. Il a été installé en 1967 pour un coût de 63 833 francs ; il a  été restauré en 2005.
Les vitraux sont considérés par l'auteur de l'article « Doussard » de l'Histoire des communes savoyardes « d'une belle facture ».
Après l'incendie de 1967 et la restauration du gros œuvre, une nouvelle restauration est faite entre 2004 et 2005 (acoustique, parquet, peinture, éclairage).